# Audi Typ K
Der Audi 14/50 PS Typ K ist ein Pkw der Mittelklasse der Audiwerke AG Zwickau und war das erste Serienfahrzeug mit Linkslenkung im Deutschen Reich. Der von Audi-Gründer August Horch entworfene Wagen wurde im Herbst 1921 auf der Automobilausstellung Berlin vorgestellt. Bis 1926 wurden in Zwickau 192 Typ K hergestellt. Nachfolger war der ab 1925 in Serie gefertigte Audi Typ M mit 70-PS-Sechszylindermotor.

## Modellgeschichte und Technik
Der Audi 14/50 PS hat einen vorn eingebauten Vierzylinder-Reihenmotor mit 3,6 Litern Hubraum. Der aus einer Aluminiumlegierung gefertigte Motorblock hat eingepresste Zylinderlaufbuchsen. Der Querstromzylinderkopf mit in V-Form gegenüber hängenden Ventilen besteht aus Grauguss. Der Motor entwickelt 50 PS (36,8 kW) bei 2200/min und treibt über ein Viergang-Getriebe mit Schalthebel in der Wagenmitte und eine Kardanwelle die Hinterräder an. Der Wagen hat zwei blattgefederte Starrachsen. Er war als viersitziger Tourenwagen (Phaeton), viertürige Limousine oder als zweitüriges Cabriolet verfügbar.
1923 versah der Ingenieur Paul Jaray einen Wagen mit einer Stromlinienkarosserie. Mit dem unveränderten Motor lief der Wagen 130 km/h, während die Serienwagen nur 95 km/h erreichten. Sein Patent hierfür wurde dem Juden Jaray von den Nationalsozialisten gestohlen, „da es der damaligen totalitär herrschenden Diktatur in Deutschland unerträglich erschien, diese programmatisch futuristischen Karosserien, die mit der Schaffung nationalistischer Mythen verbunden sein sollten, einem Juden zuzuschreiben […]“. Der Jaray-Wagen blieb kein Einzelstück. Mit dem als Lucca-Wagen bekannt gewordenen Silberpfeil der Auto Union AG (Auto-Union Typ-B) wurden 1935 mit Hans Stuck Weltrekordversuche unternommen.

## Technische Daten
| Typ K (14/50 PS)      | Typ K (14/50 PS)                       |
| --------------------- | -------------------------------------- |
| Baujahre              | 1921 – 1926                            |
| Aufbauten             | T4, L4, Cb2                            |
| Motor                 | Reihen-Vierzylinder-Viertakt-Ottomotor |
| Ventilsteuerung       | OHC-Ventilsteuerung (obengesteuert)    |
| Bohrung × Hub         | 90 mm × 140 mm                         |
| Hubraum               | 3560 cm³                               |
| Nennleistung          | 50 PS (36,8 kW) bei 2200/min           |
| Höchstgeschwindigkeit | 95 km/h                                |
| Leergewicht           | 1400 kg (Fahrgestell)                  |
| Bordspannung          | 12 Volt                                |
| Radstand              | 3530 mm                                |
| Spur vorn/hinten      | 1450 mm/1450 mm                        |

- T4 = 4-sitziger Tourenwagen
- L4 = 4-türige Limousine
- Cb2 = 2-türiges Coupé-Cabriolet